# Gaspar Bouttats I

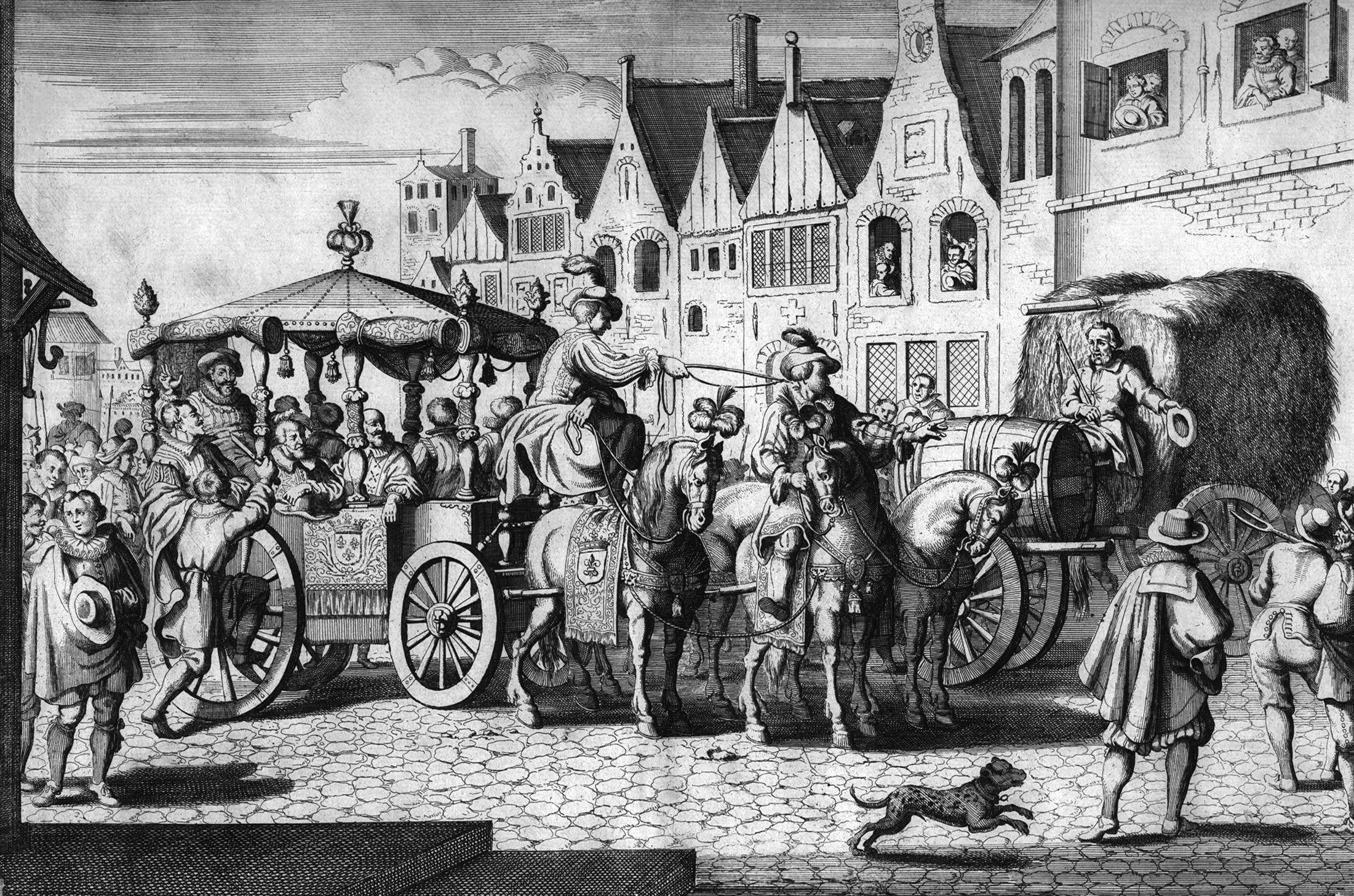
De moord op Hendrik IV van Frankrijk, from the National Portrait Gallery (Londen).

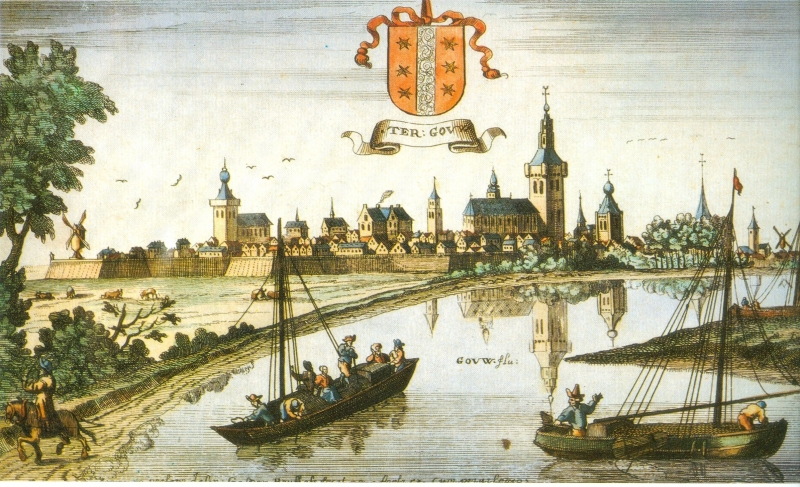
Zicht op Gouda, naar een tekening van Jan Peeters I

Gaspar Bouttats I (naamvarianten: Caspar Bouttats, Gasper Bouttats, Gaspard-Martin Bouttats en Jasper Bottats) (Antwerpen, ca. 1640 – aldaar, 1695-96) was een Vlaams tekenaar  en graveur uit de barokperiode.

## Levensloop
Hij werd geboren in Antwerpen in een familie van graveurs.  Hij was de zoon van de graveur Frederik Bouttats I en Marie de Weert.  Zijn oom Philibert Bouttats was ook een graveur en zijn jongere broer Frederik Bouttats werd ook een bekend graveur.  Hij werd opgeleid door zijn vader.  Hij werd in 1668-69 bij het Antwerpse Sint-Lucasgilde geregistreerd als een ‘wijnmeester' (een titel gereserveerd voor de zonen van de leden van het gilde), wat er op duidt dat zijn vader op dat ogenblik lid was van het gilde. In 1690-1 werd hij deken van het Gilde.
Hij was de leermeester van zijn zoon Pieter Balthazar Bouttats, Jan Antoon de Pooter, Geeraet van Caseel (1668-9), Michiel van Hove (1672-3), Jan Francis Clouwet (1672-3); Carolus Bouttats (1690-91) en Gaspar de Man (1694-5).

## Werken
Zijn werken waren vooral historiestukken en portretten.  Hij graveerde hoofdzakelijk voor de boekverkopers.  Daarnaast graveerde hij enkele platen in navolging van de meestersschilders. Zijn werk is voornamelijk geëtst, en soms afgewerkt met een burijn. De volgende werken zijn van hem:
- Frontispice voor de Psalmen van St. Augustine; Gaspar Boutats fec.
- St. Bartholomeusnacht.
- De moord op Henry IV.
- De onthoofding van graaf Nadasti, graaf Corini, en markies Francipani.
- Een Sutler tent; naar een werk van Philips Wouwerman.
- Beeldenstorm in de Onze-Lieve-Vrouwekathedraal te Antwerpen

Hij etste ook de platen voor een folioboek met de titel 'Gezichen van Jeruzalem, en het omliggende land,' naar de ontwerpen van Jan Peeters I en nog samen met Jan Peeters in 1674, het Thooneel der Steden ende Sterckten van t'Vereenight Nederlandt met d'aengrensende Plaetsen soo in Brabandt Vlaenderen als anden Rhijn en elders verovert door de Waepenen der Groot-moghende Heeren Staeten onder het gheley vande seer Edele Hooghghebore Princen va Oranien.